# Principalgren

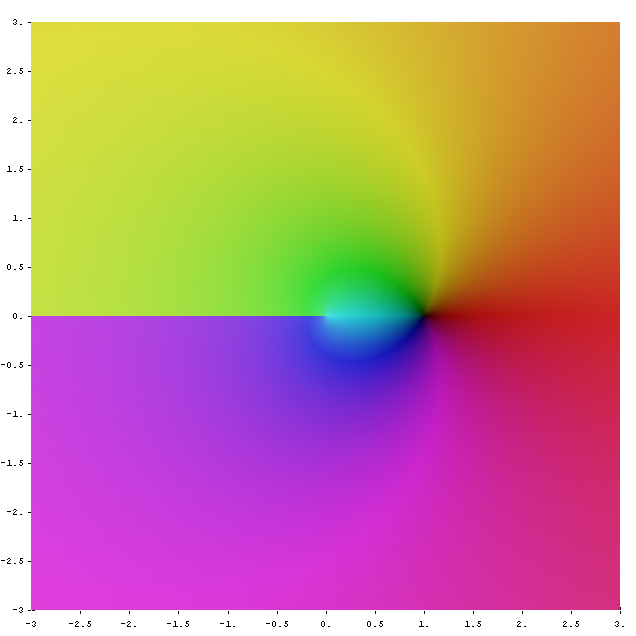
Illustration av principalgrenen av den komplexa logaritmen. Kulören anger argumentet och mättnaden absolutbeloppet av Log z i punkten. Observera diskontinuiteten längs med negativa realaxeln.

En principalgren är grenen av en komplex funktion vars argument antar värdena i intervallet [-π, π]. Detta värde på argumentet kallas principalargument och betecknas med Arg z (stort A). Principalgrenen av den (flervärda) logaritmiska funktionen log z skrivs Log z och har värdet Log(z) = ln |z| + i Arg z med grensnittet i den negativa realaxeln. Log z är alltså diskontinuerlig, eftersom värdet "hoppar" med 2πi då z passerar negativa realaxeln. Detta kan bekräftas genom att räkna på gränsvärdet då z = x + iy närmar sig -1 (eller någon annan punkt på negativa realaxeln):
{\displaystyle \lim _{z\to -1,y>0}\operatorname {Log} (z)=\lim _{z\to -1,y>0}\ln |z|+\mathrm {i} \operatorname {Arg} z=0+\mathrm {i} \pi }
och
{\displaystyle \lim _{z\to -1,y<0}\operatorname {Log} (z)=\lim _{z\to -1,y<0}\ln |z|+\mathrm {i} \operatorname {Arg} z=0-\mathrm {i} \pi }